# 台湾水玉杯
台湾水玉杯（学名：Thismia taiwanensis）为水玉簪科水玉杯属下的一个种。

## 外部連結
- 維基物種上的相關：台湾水玉杯